# 盧巴納

盧巴納是拉脫維亞的城鎮，位於該國東部的艾維埃克斯泰河畔，距離首都里加198公里，海拔高度93米，面積4.4平方公里，鎮上有信義宗和天主教教堂，2004年人口1,974。